# Tarefero

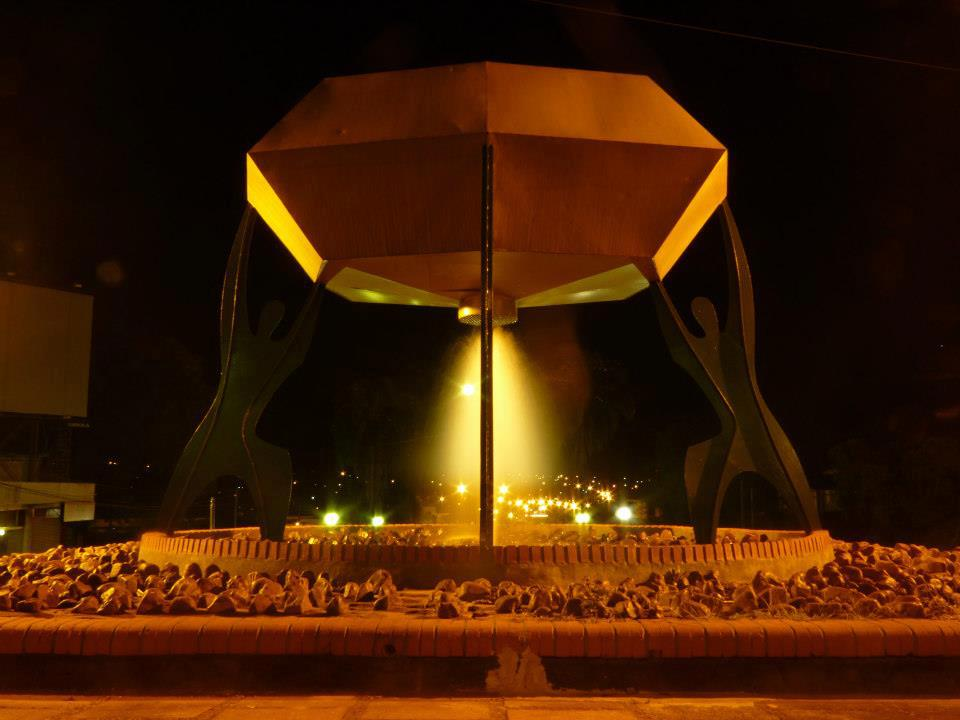
Monumento al Tarefero en la ciudad de Oberá, Misiones (Argentina)

«Tarefero» es un término utilizado en Misiones (Argentina) para designar a una persona que se dedica a la tarefa, es decir a la cosecha artesanal de la yerba mate valiéndose de una tijera.

## Marginalidad y exclusión
En 2012, la Universidad Nacional de Misiones realizó una serie de estudios para el «Primer relevamiento provincial de tareferos», donde se enumeraron las problemáticas que atraviesan las personas que realizan estas tareas en Misiones, entre ellas: trabajo en negro y esclavo, viviendas precarias, falta de acceso a los servicios básicos y trabajo infantil.

## Día Nacional del Tarefero
En febrero de 2015 se anunció que el 17 de junio fue declarado como el «Día Nacional del Tarefero»,mediante la Ley 27.104 promulgada el 30 de enero de 2015 y publicada en el Boletín Oficial de la República Argentina. Había sido una iniciativa de diputados de Misiones en el Congreso Nacional Argentino.
El su primer artículo primero se dice: 

El día 17 de junio como el Día Nacional del Tarefero, en memoria de los ocho tareferos, incluidas tres personas menores de edad, que murieron ese día cuando el camión que los transportaba a ellos y a la yerba cosechada volcó en la ciudad de Aristóbulo del Valle, en la provincia de Misiones.

## Cultura popular
- El cantautor Ramón Ayala describió el trabajo de los tareferos en su canción «El mensú».
- El poeta misionero Manuel Antonio Ramírez, en su poema «Tareferos» manifestó su preocupación por la marginalidad de los trabajadores.
- «Tarefero de mis Pagos» (2004) es un disco del músico misionero Chango Spasiuk, quien con ese trabajo fue nominado en el rubro Mejor Álbum Folklórico en los Premios Grammy Latinos 2006.
- El «Festival del Tarefero» se realiza cada año en la localidad de Concepción de la Sierra, Misiones.
- El « Encuentro del Tarefero» se realiza en la localidad de San Pedro, Misiones.
- «Tarefero»[7] (Sittasomus griseicapillus) es una especie de ave paseriforme, de la familia Furnariidae, que se encuentra desde México hasta Argentina. Hasta ahora es monofilética en el género Sittasomus.